# میخائلا بادینکووا
میخائلا بادینکووا (اسلواکی: Michaela Badinková؛ زادهٔ ۲۵ ژانویهٔ ۱۹۷۹) بازیگر اهل اسلواکی است.
از فیلم‌ها یا برنامه‌های تلویزیونی که وی در آن نقش داشته‌است، می‌توان به برادران کارامازوف، ساختمان پزشکان در باغ رز و خیابان اشاره کرد.